# Jan Brychta
Jan Brychta (11. května 1928 Mladá Boleslav – 13. listopadu 2013 Londýn) byl český malíř, ilustrátor, grafik a filmový výtvarník.

## Život
Studoval v Praze na Státní grafické škole a poté na Vysoké škole uměleckoprůmyslové (VŠUP). V 60. letech 20. století se prosadil především jako ilustrátor knih, převážně dětských. Věnoval se též filmu, animovanému i hranému, navrhoval kostýmy, vytvořil loutky, plakáty. Režíroval animovaný film Šašci a sám hrál ve filmech Černý prapor (1958) a Máte doma lva? (1963, režie Pavel Hobl). Jako výtvarník je podepsán například pod televizním zpracováním Klapzubovy jedenáctky.
Po srpnové okupaci v roce 1968 odešel Jan Brychta se svou rodinou do Londýna. Spolupracoval s dětským vysíláním televize BBC, maloval, ilustroval knihy a učebnice, tvořil plakáty a ilustroval také řadu českých knih, vydávaných v exilových nakladatelstvích Rozmluvy a '68 Publishers.
Po roce 1990 občas navštívil Prahu, nikdy ale neměl v Česku samostatnou výstavu. Zúčastnil se výstavy "Brychtovi: 4 generace", která se uskutečnila v roce 2009 v pražském Mánesu. Představilo se na ní 10 výtvarníků z širší rodiny Brychtů. Vedle Jana Brychty byla zastoupena jeho žena Lída Brychtová a syn Alex (Aleš) Brychta. Dcera Brychtových Edita Brychta je herečka.